# Hervé Morin
Hervé Morin (*Pont-Audemer 17 augustus 1961) is een Frans politicus. Hij is de oprichter en voorzitter van de politieke partij Nouveau Centre (NC).

## Biografie
Afkomstig uit een gaullistisch milieu, studeerde hij met een graad in het Publiekrecht af aan het prestigieuze IEP de Paris. Hij werkt vervolgens als hoge ambtenaar voor de Nationale Vergadering (1987-1993, 1998) en was docent aan de Université Paris-Descartes (1989-1995).
Zijn politieke loopbaan begon in 1989 toen hij in de gemeenteraad van Épaignes werd gekozen. In 1992 werd hij gekozen in de raad van het departement Eure. Sinds 1995 is Morin burgemeester van Épaignes (hij werd in 2001 en 2008 herkozen). Naast het bekleden van nog enkele andere regionale ambten en bestuursfuncties, werd Morin in 1998 in de Nationale Vergadering gekozen voor het departement Eure (tot 2007 en daarna weer van 2010 tot 2016). In 2007 werd hij door François Fillon in diens kabinet opgenomen als minister van Defensie, een ambt dat hij tot 2010 zou bekleden.

### Presidentsverkiezingen van 2012
Hervé Morin maakte in 2011 bekend dat hij deel zou nemen aan de presidentsverkiezingen van 2012, maar trok op 16 februari 2012 trok hij zijn kandidatuur in en steunde vervolgens zittende president Nicolas Sarkozy.
Morin sprak in 2016 zijn steun uit voor presidentskandidaat François Fillon.

### Partij
Tot haar opheffing in 2007 was Morin lid van de Union pour la démocratie française (UDF). Van 1999 tot 2007 was hij lid van het partijbestuur en vicevoorzitter van de UDF. In 2007 sloot hij zich niet aan bij de opvolger van de UDF, Mouvement démocrate (MoDem) van François Bayrou, maar richtte het centrumrechtse Nouveau Centre op. In 2011 was hij een van de oprichters van de L'Alliance républicaine, écologiste et sociale (ARES), een samenwerkingsverband van centrumgerichte partijen, dat echter maar korte tijd bestond. In 2012 was hij medeoprichter van de Union des démocrates et indépendants (UDI), een soortgelijke organisatie als ARES. Hij is sindsdien een van de vicevoorzitters van de UDI.
In 2014 was Morin kandidaat voor het voorzitterschap van de UDI, maar hij werd in de tweede ronde verslagen door Jean-Christophe Lagarde.